# Eclectochromis
Eclectochromis – rodzaj słodkowodnych ryb okoniokształtnych z rodziny pielęgnicowatych (Cichlidae).

## Występowanie
Gatunki endemiczne jeziora Malawi w Afryce.

## Klasyfikacja
Gatunki zaliczane do tego rodzaju:
- Eclectochromis lobochilus
- Eclectochromis ornatus

Gatunkiem typowym jest Haplochromis ornatus.